# Parti socialiste indonésien
Pour les autres articles nationaux ou selon les autres juridictions, voir Parti socialiste.
En décembre 1945, Amir Sjarifuddin et Sutan Sjahrir fondent le Partai Sosialis ("parti socialiste"), qui malgré le faible nombre de ses adhérents et militants, devient une force politique importante de la jeune république d'Indonésie, qui a proclamé son indépendance en août 1945.
En 1947 Sjahrir, qui était premier ministre, quitte ses fonctions. Il est remplacé par Amir, qui était auparavant ministre.
Bientôt, des dissensions apparaissent entre Amir et Sjahrir. L'aile gauche du parti, dirigée par Amir, rejoint en 1948 le Front démocratique populaire (Front Demokratik Rakyat ou FDR) créé par le Parti communiste indonésien (PKI) et des syndicats. Elle fusionnera finalement avec le PKI. L'aile droite, menée par Sjahrir, prend le nom de Partai Sosialis Indonesia (parti socialiste indonésien) ou PSI.
Toujours influent dans la politique indonésienne au début des années 1950, le PSI n'obtient pas de bons résultats aux élections de 1955, les premières dans l'histoire de la jeune république.
En 1958 éclate à Padang, dans la province de Sumatra occidental, la rébellion contre le président Soekarno, dite du "Gouvernement révolutionnaire de la république d'Indonésie" (PRRI), soutenue en sous-main par les États-Unis. Des membres du PSI, bien que désavoués par Sjahrir lui-même, rejoignent les insurgés. Soekarno saisit ce prétexte pour interdire le parti en 1960 et mettre Sjahrir en résidence surveillée.
Soekarno autorisera Sutan Sjahrir, malade, à se faire soigner à Zurich en Suisse, où Sjahrir meurt en avril 1966.